# واحد من الصبيان
واحد من الصبيان (بالإنجليزية: One of the Boys) هو ألبوم الإستديو الثاني للمغنية الأمريكية كيتي بيري، لقد صدر 8 يونيو 2008 بواسطة كابيتول ريكوردز. في وقت عملها للألبوم, بيري لقد تركت شركتين تسجيل ولقد إدى لذلك إلى إلغاء ألبومين لها. لقد تعاونت مع منتجين, كريغ ويلز، دكتور لوك، ديفيد إي ستيورات وماكس مارتن بالإضافة إلى آخرين للعمل على هذا الألبوم. جميع أغاني الألبوم تمت كتبتها بواسطة كيتي بيري. مع مساعدة من بعض المنتجين والكُتاب. ولقد تتألف أسلوب الأغاني من نوع البوب روك. الأسطوانة المطولة باسم أنت مثلي جدا. تحتوي على الأغنية المنفردة الترويجية للألبوم أنت مثلي جدا, والتي أطُلقت لجذب الأهتمام لها ولألبومها القادم

## روابط خارجية
- واحد من الصبيان على موقع ميتاكريتيك (الإنجليزية)
- واحد من الصبيان على موقع الموسوعة البريطانية (الإنجليزية)
- واحد من الصبيان على موقع أول موفي (الإنجليزية)